# Mi hầu đào Cống Sơn
Mi hầu đào Cống Sơn danh pháp khoa học là Actinidia pilosula (Hán tự là 贡山猕猴桃 có nghĩa là cây Đào mà các loài khỉ lớn rất thích ăn trên vùng núi Cống Sơn - phía tây nam tỉnh Vân Nam, Trung Quốc). Loài thực vật vày được các nhà khoa học phát hiện và mô tả lần đầu tiên vào năm 2004. Nó là một loài thực vật thuộc họ Actinidiaceae (họ Đằng lê, Dương đào) và là loài đặc hữu của Trung Quốc. Năm 2006 IUCN xếp nó vào danh sách các loài bị đe dọa.